# Coleophora saxicolella
Coleophora saxicolella é uma espécie de mariposa do gênero Coleophora pertencente à família Coleophoridae.